# Alexander Jakhnagiev
Alexander Jakhnagiev (Aleksandăr Jahnadziev; Sofia, 21 settembre 1978) è un giornalista, pittore e scultore bulgaro naturalizzato italiano.

## Biografia
Figlio d'arte, da giovanissimo frequenta il noto studio del padre, Ivan Jahnadžiev, nella città natale. Ha studiato all'Università di Perugia, dove è arrivato nel 1998. Attualmente abita a Roma. Nel 1996 espone per la prima volta in una mostra a Berlino.  In pochi anni accumula nel suo curriculum più di trenta mostre, tra cui molte personali.
Ispirato dall'avanguardia russa e francese, esprime nei suoi quadri la ricerca di forme e colori, utilizzando tecniche pittoriche miste, con ampio uso di materiali di recupero, ma anche di colori costrastanti - nero e bianco - solcati da fili d'oro e d'argento.
Ha organizzato performance artistiche a Perugia, Roma, Berlino, Milano. Sua la colomba della Pace ferita proiettata sulla basilica francescana di Assisi, e nel settembre 2005 riproposta sulla facciata di Palazzo Valentini, sede della provincia di Roma. Di grande impatto Le ombre dei maestri, installazioni nella metropolitana di Roma, dove su cartoni sono state disegnate le silouettes di grandi artisti contemporanei, rivisitati da Jakhnagiev. A seguire il progetto "Sottosuoli", le ombre dei barboni di Roma, ai quali l'artista chiede di sdraiarsi su un telo per tracciarne dopo l'ombra e esporre le opere nella stazione della metropolitana Piramide.
Il 10 giugno 2005, da Piazza della Chiesa Nuova di Roma, è partito un tour di 12 installazioni, che hanno toccato dopo Roma altre 11 città italiane, intitolato Le lacrime dell'albero. Jakhnagiev guida gruppi di bambini e ragazzi nella costruzione di alberi con bottiglie dipinte, per "riportare sugli alberi almeno i contenitori, visto che i frutti sono tutti nei nostri frigoriferi". L'iniziativa, attuata assieme all'ADOC (Associazione per la Difesa e l'Orientamento dei Consumatori), vuole sensibilizzare i bambini, ma non solo, alle tematiche portate avanti dall'associazione, prima fra tutte quella del riciclaggio dei materiali, ma anche l'espressione artistica come denuncia, e i temi del consumo responsabile.
Nel 2007 realizza il progetto Parabole a Colori, pittura su delle parabole televisive contro l'inquinamento visivo dei tetti, che nel 2008 espone al Cairo presso l'Al Gezira Art Center, invitato dal Ministero della Cultura d'Egitto.
Nel giugno 2007 una sua opera è pubblicata sul biglietto della lotteria nazionale Italia.
Nel 2008 realizza il progetto "Schiavitù", un percorso performativo con delle prostitute, i cui vestiti vengono tagliati dall'artista e ai quali chiede di scrivere che cosa ne pensano dell'amore. I ritagli di vestiti e i messaggi sotto forma di cuore compongono successivamente le opere del pittore esposte al mercato di Piazza Vittorio, luogo simbolo dell'antica compravendita degli schiavi e dell'attuale possibilità di riscatto per gli schiavi moderni.
Nel gennaio 2011 partecipa a Muro contro Muro nel Museo di Jaffa a Tel Aviv in Israele. Del marzo 2011 è la performance "La Campana dell'Amicizia" - dipinti interattivi realizzati con il Presidente della Camera dei deputati ed i deputati del Parlamento Italiano con successiva mostra presso Il Palazzo San Macuto, Camera dei deputati. Nel maggio 2011 l'installazione "Sotto l'Ombrello" - oltre 700 ombrelli dipinti sospesi sulle vie del centro storico di Assisi.
Ha al suo attivo numerose personali in prestigiosi spazi pubblici (tra cui Rocca Paolina, Perugia; Palazzo Valentini, Roma).
Attualmente crea la trasmissione "Colori" dedicata all'arte contemporanea per la televisione Roma Uno.
Inoltre ha sulla rete televisiva LA7 il programma Camera con Vista, una sintesi della settimana politica, prodotto da Agenzia Vista. 